# Matsumoto Ichika
Matsumoto Ichika (松本 いちか (Tùng-Bổn Nhất-Hương) 19 tháng 2 năm 2000 –) là một nữ diễn viên khiêu dâm người Nhật Bản. Cô thuộc về công ti Arrows.

## Sự nghiệp
Tháng 9/2019, cô ra mắt trong ngành phim khiêu dâm với tư cách là nữ diễn viên độc quyền cho nhãn phim "Tuổi trẻ" (青春時代) của SOD Create.
Vào tháng 2/2020, cô hủy bỏ tư cách diễn viên độc quyền và trở thành nữ diễn viên tự do.
Cô xếp thứ 7 theo lượng phim khiêu dâm đã bán vào nửa đầu năm 2020.
Tháng 7/2020, cô xếp thứ 2 theo lượng phim đã bán qua đường bưu điện của FANZA hàng tháng. Ngoài ra, cô còn xếp thứ 3 trong hạng mục Nữ diễn viên trong thông cáo hàng tháng của FANZA "Diễn viên khiêu dâm này thật tuyệt! mùa hè 2020".
Tháng 11/2020, cô được chọn làm một trong "5 ứng cử viên Onapetto mới dành cho bạn" trong chương trình "Phỏng vấn câu hỏi các nữ diễn viên phim khiêu dâm yêu thích, tôi thực sự không muốn nói cho ai" của MANGO, một kênh tin tức hình ảnh phim khiêu dâm của GeoTV. Tháng 12/2020, cô xếp thứ 3 trong hạng mục gọn gàng (trong bảng thường là 38) của bảng "FLASH 2020 BEST100 diễn viên đang hoạt động gợi cảm nhất" được bầu chọn bởi độc giả.
FANZA thông báo cô xếp thứ 1 theo số lượng đĩa DVD bán ra theo nữ diễn viên năm 2020.
Tháng 2/2021, cô đứng thứ hai trong thông cáo hàng tháng của FANZA "Diễn viên khiêu dâm này thật tuyệt! mùa đông 2021". Tháng 3/2021, cô nhận giải Nữ diễn viên chính của Giải thưởng Erodemy 2021 được chọn bởi Playboy hàng tuần.
FANZA thông báo cô xếp thứ 1 theo số lượng phim khiêu dâm bán ra theo nữ diễn viên nửa đầu năm 2021. Tháng 8/2021, cô xếp thứ 37 trong "Bảng xếp hạng FLASH 2021 diễn viên nữ gợi cảm chọn bởi 300 độc giả". Tháng 8 cùng năm, cô đứng thứ nhất trong thông cáo hàng tháng của FANZA "Diễn viên khiêu dâm này thật tuyệt! mùa hè 2021". Ngày 9/11 cùng năm, cô được chỉ định làm chiến binh gợi cảm cho chiến dịch kỉ niệm 5 năm video thực tế ảo FANZA (diễn viên nữ duy nhất được chọn không thuộc nhà sản xuất phim nào). Tháng 12 cùng năm, cô nhận giải Nữ diễn viên xuất sắc của Giải Pre-Adult hàng tuần. Cô xếp thứ 2 trong bảng xếp hạng nữ diễn viên khiêu dâm nửa cuối năm 2021 theo thông cáo hàng tháng của FANZA. Ngoài ra, cô xếp thứ 2 theo hạng mục nữ diễn viên trong bảng "Diễn viên khiêu dâm này thật tuyệt! mùa đông 2021". Theo bảng xếp hạng số lượng video bán ra của trang video FANZA, cô xếp thứ 1 trong 6 tháng liên tiếp đến tháng 1/2022.
Tháng 4/2022, cô trở thành nữ diễn viên hỗ trợ cho "Chiến dịch tuần lễ Vàng ngày Lễ tạ ơn tuyệt vời 2022" của FANZA. Tháng 5/2022, cô xếp thứ 18 trong cuộc "bầu cử nữ diễn viên phim khiêu dâm SEXY đang hoạt động 2022" của Asahi Geino.
Trong bảng xếp hạng sàn video FANZA vào 5/12/2022, cô xếp thứ nhất trong mục "Kamibukuro không còn phải đợi nữa! Chúng tôi đã lựa chọn cẩn thận các phim nổi tiếng của Kaguyahime Pt, nên sẽ không phải bàn cãi về bộ sưu tập 32 giờ này nếu bạn mua nó trong thời điểm hiện tại" (もはや神袋！かぐや姫Ptの人気作品厳選したからとりあえずこれ買っとけば間違いなしコレクション32時間) (Kaguyahime Pt/Mōsozoku).

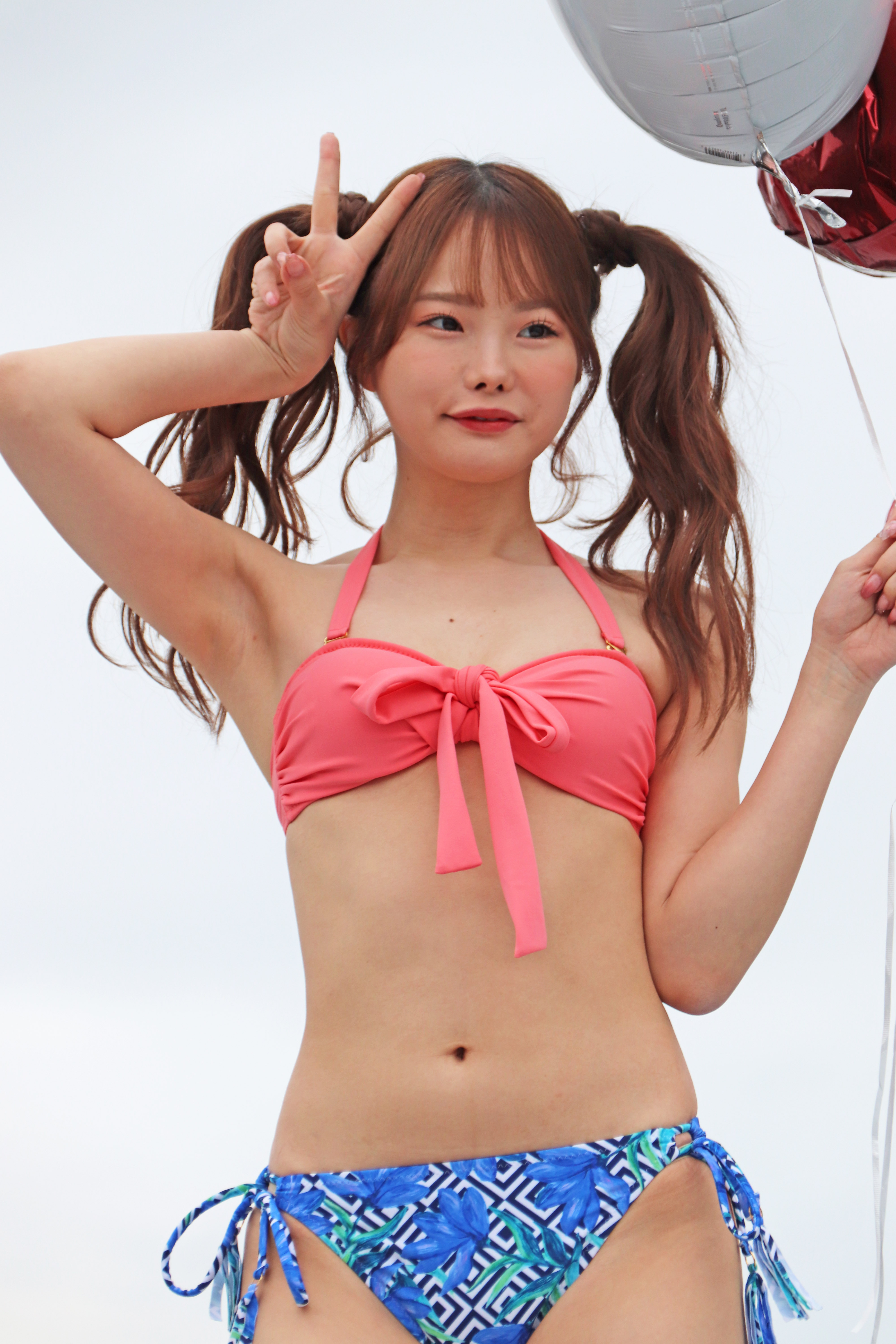
Ichika đi trên sàn diễn tại một buổi trình diễn thời trang áo tắm (2023)

Năm 2023, cô đã xếp thứ nhất trong bảng xếp hạng sàn video/nữ diễn viên khiêu dâm hàng tháng của FANZA vào tháng 3, tháng 4, và tháng 5.
Tháng 5/2023, cô xếp thứ 7 trong bảng "bầu cử nữ diễn viên phim khiêu dâm SEXY đang hoạt động 2023" của Asahi Geinō.
3/7/2023, phim tổng hợp của cô "【Túi may mắn】S-Cute chỉ có những cô gái xinh đẹp 15 phim không cắt 38 tiếng bản ghi!"(【福袋】S-Cute 可愛い子だけ15作品をノーカット収録38時間!) phát hành tháng 12/2022 đã xếp thứ nhất trên bảng xếp hạng sàn video FANZA hàng tuần.
Từ tháng 11/2023 cô sẽ trở thành nữ diễn viên độc quyền của bộ đôi Das! & Honnaka.

## Đời tư
Cô đến từ thành phố Sendai, Miyagi.
Sở thích/Kĩ năng đặc biệt là dùng máy ảnh và chơi bóng rổ. Cô từng ở trong câu lạc bộ bóng rổ, nhưng trên thực tế cô là một thành viên ma không biết rê bóng. Cô từng làm người cổ vũ khi còn học tiểu học.
Lần đầu cô quan hệ tình dục là với bạn trai vào năm 18 tuổi. Số người cô đã quan hệ trước khi vào ngành phim khiêu dâm là 3.
Lí do cô tham gia ngành phim khiêu dâm là vì cô đặt câu hỏi tại sao Mihiro, người cô yêu thích có thể xem lại video của chính mình khi làm diễn viên khiêu dâm trước ống kính của một chương trình tạp kỹ, và cô cũng đã làm thử điều đó. Cô đã tự hỏi rằng bản thân có thể tự làm diễn viên khiêu dâm không.
Đạo diễn bảo cô cạo lông mu lần đầu khi vào ngành. Ban đầu cô rất xấu hổ và ghê tởm điều đó, nhưng hiện tại cô nghĩ là không cần lông mu nữa.
Khả năng diễn xuất của cô thường được đánh giá cao, (Tuy nhiên, trong phim "Nếu bạn có thể chịu được kĩ năng tuyệt vời của Matsumoto Ichika, bạn sẽ nhận được★SEX xuất tinh mạnh", cô được nhiều người nhận xét là "diễn xuất như củ cải".) cô hầu như không có kinh nghiệm, không được học khóa diễn xuất nào và khẳng định rằng những cảnh được đánh giá cao ban đầu là những lời thoại cô nghĩ ra tại chỗ. Tuy nhiên, khi đóng phim có lời thoại cô sẽ viết nó vào sổ và ghi nhớ kĩ trong đầu. Mọi người thường nói là cô khá ngây thơ, nhưng nhà văn Washiya Noriki viết rằng cô là một nữ diễn viên "bỗng nhiên làm theo ý muốn bản thân với khuôn mặt thẳng thắn" và "bỗng nhiên nói lên những nhận xét nghiêm túc pha lẫn những trò đùa".
Cô không quan tâm đến thứ hạng và thị phần bán hàng cũng như cạnh tranh, và cô chỉ muốn cố gắng để tăng chất lượng của mỗi bộ phim. Cô đã không xem lại bộ phim nào cô quay trong vòng 1 năm kể từ thời điểm ra mắt ngành phim khiêu dâm, nhưng cô nghĩ bản thân rất xấu nên đã tự mua bộ phim cô diễn cùng người khác, và cũng để kiểm tra góc nào của cô trông đẹp. Cô đã xác nhận về vẻ khiêu dâm của bộ phim với sự xuất hiện của cô.
Kuruki Rei, người thường diễn chung với cô, sinh năm 1999 ở thành phố Sendai, Miyagi, sau khi ra mắt ngành với tư cách là nữ diễn viên độc quyền của nhãn phim "Tuổi trẻ" vào năm 2019, cô trở thành diễn viên tự do vào năm sau. Và  mặc dù Rei là một nữ diễn viên kiểu loli (cô gái trẻ), cô cũng đóng những vai khá khó.
Đối với những người nào xem những bộ phim của cô miễn phí bất hợp pháp, cô kêu gọi "Hãy xem và mua ở FANZA vào lần sau".
Nickname của cô ở Hàn Quốc là payomi. Cái tên này bắt nguồn từ việc cô được so sánh với Choi Yoo-jung (Weki Meki).